# 三位一体の論議
『三位一体の論議』（さんみいったいのろんぎ、伊:Disputa sulla Trinità）は、イタリアの盛期ルネサンス期の巨匠、アンドレア・デル・サルトによる1517年頃の油彩画である。現在、フィレンツェのパラティーナ美術館に所蔵されている。
絵画の上部には、聖三位一体のヴィジョンがある。手前に座っているのは聖セバスティアヌスとマグダラのマリアで、マリアはアンドレアの妻ルクレツィア・デル・フェーデをモデルにしている。その後ろには、左から右にカバの聖アウグスティヌス（司教の杖を持っている）、聖ラウレンティウス（殉教の焼き網を持っている）、殉教者聖ペテロ（本を持って、ドミニコ会の衣服を身につけ、頭に剣が刺さっている）とアッシジの聖フランシチェスコ（フランシスコ会の衣服と聖痕がある）の四人の男性聖人が立っている。

## 歴史
ペーリ家に関連する聖人が含まれているため、本作はペーリ家から依頼されたと主張している美術史家もいる。アンドレアがフィレンツェの聖アウグスチノ (アウグスティヌス) 修道会派のサン・ガッロ教会のために制作した3番目の絵画であった。他の絵画は、『サン・ガッロの受胎告知』と『ノリ・メ・タンゲレ』であった。修道院のすべての所有物は、フィレンツェ包囲戦の直前の1529年に、安全のためにサン・ヤコポ・トラ・フォッシ教会に移された。この教会は、その後すぐに破壊された。
階段に描かれた制作年は後に追加されてものであるが、ヴァザーリの『画家・彫刻家・建築家列伝』は、『ハルピュイアの聖母』（1517年）の後に制作されたと記録している。この制作年は、当時の他の作品と比較して一般的に受け入れられている。ボッキの絵画の説明によると、1557年の洪水で損傷したとのことであるが、1985年の修復ではそうした損傷の痕跡は見つからなかった。本作は、17世紀のパラティーナ美術館の目録に含まれており、ウフィツィ美術館（1697-1716年）にしばらく展示された後、1829年にパラティーナ美術館に最終的に戻り、「サトゥルヌスの間」に掛けられた。